# Scambicornus brevicaudus
Scambicornus brevicaudus is een eenoogkreeftjessoort uit de familie van de Synapticolidae. De wetenschappelijke naam van de soort is voor het eerst geldig gepubliceerd in 1949 door Sewell.